# Comitatul Zarand
Comitatul Zarand, cunoscut și ca Varmeghia Crișului (în maghiară Zaránd vármegye, în latină Comitatus Zarandiensis), a fost succesiv din secolul al XI-lea și până în 1876 o unitate administrativă a Regatului Ungariei, Principatului Transilvaniei, Arhiducatului Austriei, Imperiului Austriac și Austro-Ungariei.
Comitatul Zaránd a fost înființat de Ștefan I al Ungariei la momentul înființării statului și organizarea sistemului județean regal. Centrul administrativ a fost până în 1566 localitatea Zărand, fiind mutat o perioadă la Pâncota, mai aproape de Cetatea Șiriei. Între 1744 și 1876, în urma reducerii întinderii comitatului, centrul său administrativ a fost Baia de Criș. În 1876, prin Legea XXXIII, art 2 comitatul a fost desființat, cea mai mare parte a sa fiind atribuită Comitatului Hunedoara, o parte mai mică Comitatului Arad și părți și mai mici comitatelor Bihor și Turda-Arieș.

## Etimologie
Numele de Zarand este un antroponim persan, având semnificația „[omul cu sufletul de] aur”. Numele este întâlnit și în Biblie, sub forma Zara sau Zerah, și a fost întâlnit ca nume de familie și la maghiari (Zaránd) respectiv slavi (Svaran).

## Geografie
La extinderea maximă, în secolul al XVIII-lea, comitatul cuprindea teritoriul cunoscut drept Țara Zarandului. Acesta era bazinul Crișului Alb, începând în est de la vârfurile Vulcan, Brădișorul, Dealul Ludului, Fericeaua și Duba, Setrașul, fiind mărginit la sud de  Dealu Mare, Munții Zarandului, iar la nord de Munții Bihorului și Codru Moma. Limita de nord urma traseul Crișului Negru până în apropiere de Jula, limita de vest fiind dincolo de Bichișciaba, la c. 25 km vest de Jula.
Comitatul se învecina la sud cu comitatele Arad și Hunedoara, la vest cu comitatul Cenad, la nord cu comitatele Bichiș și Bihor, iar la est cu comitatele Turda și Alba.
Căile de comunicație și localitățile sunt situate de-a lungul văilor. Clima este continentală, cu media anuală a precipitațiilor între 630–800 mm, crescând de la șes spre zona montană. În comitat se întâlneau atât vegetația de stepă, cât și pădurile de foioase pe dealuri, respectiv de conifere în munți.

## Istorie
Deși în Gesta Hungarorum Anonymus afirmă că denumirea exista încă în secolul al X-lea, formațiunile administrative au fost înființate după constituirea statului maghiar, istoriografia maghiară considerând că acest lucru s-a întâmplat în 1009.
Inițial, teritoriul comitatului Zarand aparținea de comitatul Bihor. La începutul secolului al XIII-lea (1203–1214) comitatul Zarand s-a separat de comitatul Bihor. Sediul său administrativ era la Cetatea Zărand, o cetate de pământ, aflată în apropierea confluenței Crișului Alb cu Cigherul. În 1213 comite curial de Zarand era Neuthen, iar primul comite al Zarandului, în 1214, a fost Dionisie, fiul lui Ompud. Reședința comitatului era la Zărand, documentată în 1232 (Castrum Zarand).
Cea mai importantă cetate din zonă era Cetatea Șiriei. În 1331 Carol Robert de Anjou a dăruit cetatea Șiriei familiei Széchy ca recompensă pentru serviciile aduse regelui. Imediat după invazia mongolă din 1240–1241 cetatea  a fost fortificată. În 1362, regele Ludovic de Anjou a ordonat castelanului cetății Șiria, Andrei, fiul lui Dionisie, „să meargă cu toți românii și cu alți oameni și slugi pedeștri și călări ...unde îi va spune omul său Nicolaus de Zudar” (ordinul era scris în latină cum universis olahis, abisque populis et famulis...), ceea ce indica faptul că pe domeniul cetății locuiau mulți români care puteau servi sub arme.
Comitatul s-a extins treptat, la începutul secolului al XIV-lea până la ieșirea Crișului Alb dintre munți, comite fiind Iacob Borșa⁠(d), apoi pe valea sa până la izvoare. La sfârșitul secolului al XV-lea În comitat existau 7 cetăți, 7 orașe și 435 de sate.
În Evul Mediu, în comitat existau mai multe districte românești, care aveau autonomie juridică. Într-o scrisoare emisă în cetatea Șiriei la 20 noiembrie 1426, Filippo Scolari îi pune în vedere lui Ștefan Bolgar, dregător în districtul Căpâlna, că în 1390 Sigismund de Luxemburg i-a donat comitelui de Timiș 5 districte românești: Hălmagiu, Căpâlna, Vârfurile, Arăneag și Cladova, ca urmare locuitorii acestora aveau același statut cu locuitorii domeniului cetății Șiriei, nu erau supuși lui Bolgar. Districtul Cladova era situat la nord de râul Mureș, în apropierea Lipovei. Districtul Arăneag era situat într-o depresiune nord-vestică a Munților Zărandului. Districtul Căpâlna era așezat la sud de râul Crișul Alb, în zona depresionară și colinară de la marginea nordică a Munților Zărandului. Districtul Vârfurile se găsea pe malul nordic al Crișului Alb, într-o zonă submontană. Districtul Hălmagiu continua înspre sud-est districtul Vârfurile, fiind așezat într-o zonă de câmpie pe malul nordic al Crișului Alb. Mai existau și Districtul Ribița și Districtul Izvorul Crișului, situat la est de districtul Hălmagiu, pe valea Crișului Alb, spre estul comitatului. În secolul al XV-lea cele mai importante districte ale comitatului Zarand erau Hălmagiu, Zarand, Ineu și Brad.

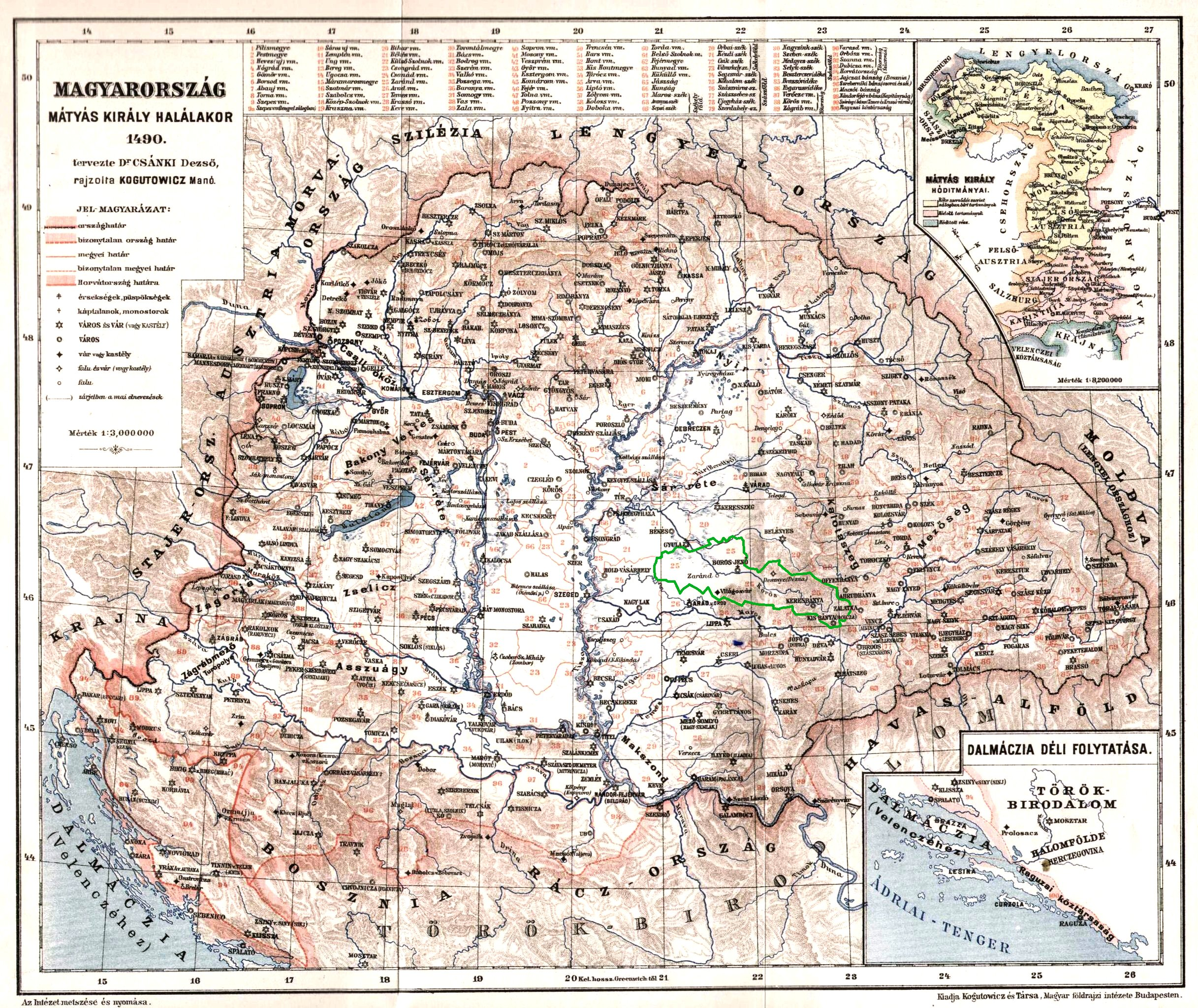
Limitele comitatului Zarand în 1490 (verde)

Între 1444–1449 cetatea Șiriei a trecut din stăpânirea lui Gheorghe Brancovici în cea a lui Ioan de Hunedoara, care a mutat la Pâncota centrul administrativ al comitatului deoarece era mai aproape de cetatea Șiriei, care era mai ușor de apărat decât cetatea Zărand.
După Bătălia de la Mohács (1526), în Principatul Transilvaniei organizarea administrativă sub formă de comitate a fost păstrată, inclusiv a comitatului Zarand, dar cu oarecare modificări teritoriale (sangeacurile Ineu, Lipova). Conducerea lor era formată din comite și doi vicecomiți, conducători ai celor două cercuri în care erau împărțite comitatele.

### Stăpânirea otomană
În 1552 turcii otomani au cucerit Banatul și părți din comitatele Arad și Zarand, inclusiv Șiria și Ineul, în zona ocupată organizând Pașalâcul Timișoara. Pașalâcul cuprindea patru sangeacuri: Timișoara, Lipova, Cenad și Moldova, fiecare din ele împărțite în cercuri (nahii). La sfârșitul lui septembrie 1566 otomanii au cucerit cetatea Ineului. Au intrat în stăpânirea turcilor și cetățile Șiria și  Beliu, iar din comitatul Zarand părțile de vest, până aproape de Hălmagiu. Părțile ocupate de turci din comitatul Zarand au fost distribuite sangeacurilor Arad, Lipova și Ineu. În teritoriul ocupat s-a introdus sistemul otoman (timar), care a anulat drepturile de proprietate asupra pământului și țăranilor. Pământul era al statului (sultanului), care-l distribuia în folosință autorităților, militarilor și cultului islamic, iar țăranii, dacă-l cultivau neîntrerupt, dețineau uzufructul. Ca urmare, nobilimea maghiară proprietară de domenii în comitatul Zarand a dispărut treptat, pierind în timpul luptelor sau refugiindu-se în teritoriile neocupate de turci.

Comitatul Zarand la 1606–1660

În 1595 Ineul a trecut la Principatul Transilvaniei, dar în 1658, în urma expediției din Polonia a lui Gheorghe Rákóczi al II-lea, turcii au asediat și cucerit cetățile Ineului și Deznei. În 1663 s-a revenit la vechile hotare ale pașalâcului Timișoara. Turcii au continuat să se extindă, între 1666–1670 ocupând ținutul Hălmagiului până la Dupăpiatră.
Extinderea limitelor stăpânirii otomane a dus la disputarea încasării impozitelor. Condominiul fiscal turcesc excludea vreo retrocedare foștilor proprietari, astfel că, datorită litigiilor, iobagii erau nevoiți să plătească dările atât față de timarioții otomani cât și față de foștii stăpâni (nobili), uneori chiar retroactiv. În plus, haiducii, care proveneau din țăranii și micii nobili care pierduseră totul în urma devastărilor otomane, sub comanda dregătorului din palanca Vârfurile (Ciuci), Nicolae Ciuci, au robit și pustiit ținuturile Dezna, Beliu, Chisindia și Tăuți pentru a stoarce sume de bani necesare luptei împotriva otomanilor.

### Stăpânirea habsburgică

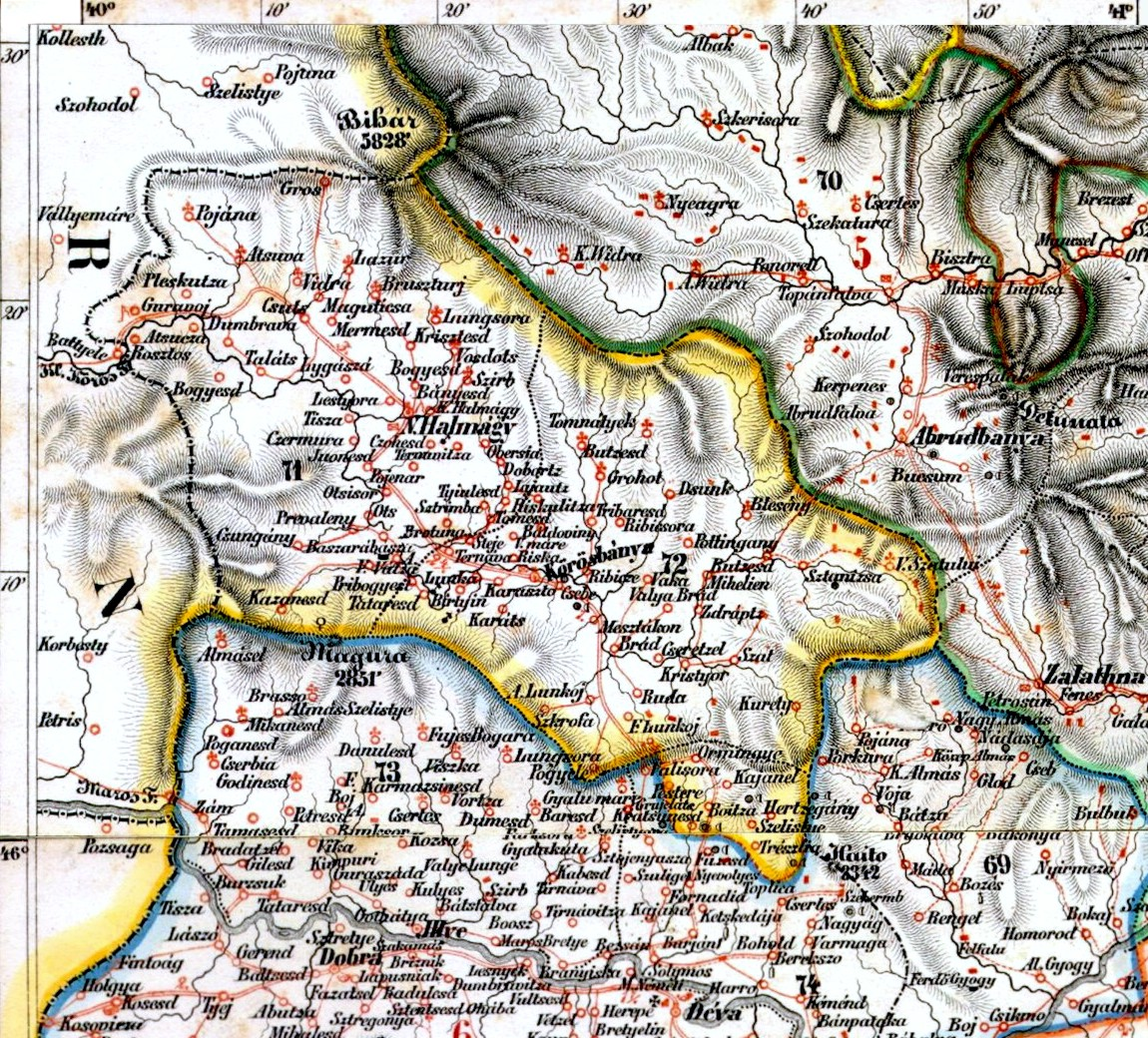
Comitatul Zarand (1744–1784) și (1790–1876)

În urma eșecului turcilor la Viena în 1683, trupele austriece au reluat ofensiva și în 1688 au recucerit cetățile Lipova și Lugoj, iar la 7 iunie 1692 Oradea. În 1693 generalul Heißler a ocupat așezările din jurul Ineului, iar la 15 mai 1693 garnizoana din cetatea Ineu s-a predat austriecilor. În 1699, prin Tratatul de la Karlowitz, Poarta a recunoscut trecerea Transilvaniei în stăpânirea Imperiului Habsburgic. Reședința comitatului era la Ineu. În 1711 partea de est a comitatului Zarand a fost atribuită Principatului Transilvaniei, iar cea de vest Arhiducatului Austriei. Denumirea de „Comitatul Zarand” s-a păstrat doar pentru partea de est, formată doar din ținutul Hălmagiului și Brad, iar reședința comitatului a fost stabilită la Baia de Criș. În 1746 comitatul Zarand a fost divizat în districtele Hălmagiu, Baia de Criș, Brad și Ribița.
Conform recensământului din 1720–1721, acest teritoriu avea 24996 de locuitori, dintre care 88,40 % români, 11,12 % maghiari, 0,08 % sârbi. Cu excepția unui nobil, maghiar, restul toți erau iobagi. Conform Diplomei leopoldine din 1691, doar nobilii puteau deține pământ. Însă între timp mica nobilime a crescut, ajungând la 7 % din populație. Iobagii, pentru a putea supraviețui practicau și diferite meșteșuguri, cum ar fi confecționarea obiectelor din lemn, pentru care dreptul cutumiar le permitea să-l obțină gratuit din pădure, considerată domeniu imperial. Însă, treptat, nobilimea a introdus restricții la accesul în pădure. Împovărarea iobagilor și refuzul nobililor de a recunoaște conscripția decretată de Iosif al II-lea a dus în 1784 la Răscoala lui Horea, Cloșca și Crișan. Începută la Brad și Mesteacăn, în comitatul Zarand, s-a extins la Crișcior, Ribița, Baia de Criș și Hălmagiu, practic tot comitatul Zarand aflându-se în mâinile răsculaților, sub comanda lui Crișan. Deși răscoala a fost înăbușită, urmarea ei a fost desființarea iobăgiei în 1785, însă în fapt ea a fost sabotată de nobilime.
La recensământul din 1846 comitatul avea 53727 de locuitori, din care 710 maghiari, 822 de germani, 51323 de români, 20 de slovaci, 826 de țigani, 17 evrei, 3 armeni și 6 sărbi.

### În timpul Revoluției Maghiare din 1848
Având în vedere regimul la care erau supuși de către nemeși, în timpul Revoluției Maghiare din 1848 moții s-au situat de partea Vienei. Comitatul a fost înglobat în districtul militar Alba. Teritoriul a fost reorganizat în districte, conduse de prefecți. Prefect al cercului Baia de Criș era Ioan Buteanu. La cererea de ajutor militar adresată Vienei, aceasta a repartizat o serie de arme vechi și a trimis câteva regimente de grăniceri români, care însă aveau comandanți austrieci, mai puțin motivați, deoarece nu aveau de apărat proprietățile proprii. Forțele mici ale românilor permiteau doar o rezistență de gherilă.
Ostilitățile au început la 7 noiembrie, când la Gura Văii maiorul László Gál a forțat apărarea românilor și a intrat în Hălmagiu. În înaintarea lor, la Hălmagiu maghiarii au spânzurat pe tribunul Alexandru Chendi, asesor de comitat, deși acționa ca mesager, doi preoți și pe primarul din Iosășel și pe trei preoți din Hălmăgel și Poienari, pe motiv că aceștia ar fi încurajat rezistența românilor. La 8 noiembrie Gál a atacat prin surprindere tabăra de la Târnava fiind omorâți 1200 de țărani dintre cei 3000 adunați acolo. Seara a ajuns la la Baia de Criș, unde a prins și executat pe tribunii Ioan Nobili și Zelinca și pe căpitanii Mihailoviciu și Moga. În dimineața următoare maghiarii au intrat în Brad, alungând apărătorii, dar s-au retras imediat la Iosășel, aflat atunci în Ungaria.
O a doua incursiune a avut loc la mijlocul lunii ianuarie 1849, când maiorul Béke cu o trupă de soldați și 3500 de secui au ajuns la 19 ianuarie la Hălmagiu, apărat de Buteanu, iar la 23 ianuarie la Brad, pe care l-au părăsit la 16 februarie în direcția Devei. Buteanu s-a retras la Buceș. La 20 februarie maiorul Csutak Coloman a intrat în Hălmagiu, la sfârșitul lunii dispunând de 2603 soldați, 6 tunuri și 56 de cai. Buteanu nu a putut interveni din cauza lipsei de forțe. Abia la 7 martie au ajuns la Baia de Criș regimentele grănicerești sub comanda maiorului Czernoievicz. Împreună cu forțele lui Buteanu și ale tribunilor Petru Dobra și Nicolae Solomon aveau un efectiv de 4690 oameni. Însă Czernoievicz, după o hărțuială din noaptea dintre 8–9 martie, a evitat să atace Hălmagiul și la 16 martie s-a retras spre Deva pretextând lipsa hranei pentru trupă.
La 6 mai, la Abrud, maiorul Imre Hatvani a ignorat armistițiul propus de deputatul Ioan Dragoș – reprezentantul lui Kossuth – și i-a arestat pe tribunii Dobra și Buteanu. Dobra a fost ucis imediat, iar pe Buteanu, Hatvani l-a dus la Gurahonț. Încercările de eliberare a lui Buteanu pe parcurs au fost tardive, iar la 23 mai, la ordinul lui Hatvani, Buteanu a fost spânzurat. Până la sfârșitul revoluției, în zona comitatului Zarand n-au mai fost lupte.

### După Revoluția de la 1848
Între 1850–1860, perioada absolutismului, Ungaria și Principatul Transilvaniei au devenit provincii ale Imperiului Austriac. Comitatele au fost desființate, fiind înlocuite cu districte și prefecturi, conduse de comisari guvernamentali. Prin Patenta de la 4 iunie 1854  Zarandul a fost împărțit inițial în două cercuri pretoriale, Hălmagiu și Baia de Criș. Pentru români, perioada absolutismului a fost una în care administrația n-a mai favorizat pe maghiari, astfel că românii au primit dreptul să aibă administrație și școli în limba proprie, iar cei ce știau carte au putut face carieră în administrația publică.

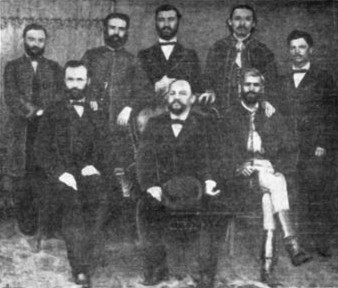
Funcționari administrativi români ai comitatului Zarand la 1865
Pe scaune: Iosif Hodoș, vicecomite, deputat de Brad; Ioan Pipoș, comite suprem, membru al casei magnaților (senat); Sigismund Borlea, protonotar, deputat de Hălmagiu.
În picioare: Ioan Moțiu, jude de tribunal; George Secula, vicenotar, fisc comitatens; Ioan Frâncu, fisc comitatens; Haralambie Munteanu, notar la comitat; Ioan Coșeriu, asesor.
Din fotografie lipsește vicecomitele Amos Frâncu.

La 28 martie 1861, la Baia de Criș s-a ținut ședința de constituire a noului Comitat Zarand, comite suprem fiind numit Ioan Pipoș. Cu această ocazie, cu toată opoziție maghiarilor, având în vedere ponderea populației românilor, s-a hotărât ca în baza art. XVI din legea de la 1848 limba oficială în comitat să fie limba română, însă să fie recunoscută și limba maghiară, actele oficiale fiind redactate în ambele limbi.
Însă, datorită slăbiciunii Imperiului Habsburgic, Franz Joseph I a căutat o apropiere de maghiari, care s-a concretizat prin Compromisul austro-ungar din 1867. Asupra Comitatului Zarand un prim efect a fost înlocuirea în 1868 a lui Ioan Pipoș cu contele Alexandru Haller. Totuși, acesta stătea la Oradea, conducerea efectivă a comitatului era asigurată de vicecomiții Iosif Hodoș și Amos Frâncu. În 1873 Haller a fost numit comite suprem al Comitatului Crasna, iar în locul lui la Zarand a venit Ferdinand Hössler, fost ofițer austriac.
La recensământul din 1869 suprafața comitatului era de 1291 km2, cuprinzând 99 de localități și având o populație de 63382 locuitori, dintre care 61398 (96,9 %) erau români. Majoritatea românească din unele comitate împiedica asimilarea românilor de către maghiari, motiv pentru care la 30 mai 1876 la parlamentul de la Budapesta a fost depus un proiect de lege pentru arondarea comitatelor, proiect care, sub pretextul unei reorganizări teritoriale, urma să desființeze acele comitate. În ședința din 7 iunie Sigismund Borlea, bazându-se pe textul proiectului, în care se vorbea despre „rotunjire”, a propus un amendament privind rotunjirea comitatului cu o serie de localități din comitatele Hunedoara și Alba ai căror locuitori erau în majoritate români. Însă amendamentul a fost respins, iar proiectul a devenit legea ungară XXXIII din 1876, care în articolul 2 stipula desființarea Comitatului Zarand și, odată cu el, a comitatelor Chioarul (Cetatea de Piatră), Crasna și Solnocul de mijloc, toate comitate românești. Din cele trei cercuri ale comitatului Zarand, Hălmagiul a fost atribuit Comitatului Arad, iar Baia de Criș și Bradul, Comitatului Hunedoara. Părți mici au fost atribuite comitatelor Bihor și Turda-Arieș. Prin adoptarea legii la 7 iunie 1876, comitatul și-a încetat existența.

## Sigiliile comitatului
Înainte de secolul al XVIII-lea, autentificarea⁠(d) se făcea prin sigiliile personale ale funcționarilor importanți (comite, vice comite, jude), însă aceștia se schimbau des, fapt care se preta la falsuri. Folosirea sigiliilor compuse necesita reunirea deținătorilor părților sigiliilor, o procedură greoaie. La începutul secolului al XVIII-lea s-a trecut la sigiliile unice, bazate pe stemele comitatelor respective. Dreptul de a avea sigiliu era acordat sub formă de privilegiu. Deoarece în perioada stăpânirii otomane sigiliul comitatului Zarand a fost pierdut, în 1712, prin diploma conferită de împăratul Carol al VI-lea, comitatul Zarand a primit o stemă și un sigiliu nou.
Stema conținea un scut oval în care era reprezentat pe fond albastru un bărbat în picioare pe un mic soclu, în costum național, purtând calpac maghiar cu panaș roșu, îmbrăcat într-un dolman de postav verde cu tiv, încins cu o cingătoare verde cu aur, cu pantaloni roșii și cizme galbene, ținând în mâna dreaptă îndoită din cot o sabie cu lama în sus, iar mâna stângă la șold. Scutul era timbrat cu o coroană deschisă, formată din cinci fleuroane și dotată cu patru perle. Sigiliul conținea un cartuș care împrejmuia scutul, în care, scris cu majuscule, era  textul în limba latină: SIGILLVM.COMITATVS.ZARANDIENSIS.A[NN]O.1712 (în română SIGILIUL COMITATULUI ZARAND ANUL 1712) (v. imaginea).
În 1861, vechiul sigiliu fiind pierdut, a fost realizat altul, cu o grafică asemănătoare, iar textul din cartuș a fost completat, devenind SIGIL[L]UM.COMITATUS.ZARANDIENSIS.A[NN]O.1712 NOVUM AD 1861 (în română SIGILIUL COMITATULUI ZARAND ANUL 1712, NOU DIN 1861). Acest sigiliu a fost depus la 10 aprilie 1872 de Iosif Hodoș în numele său și al colegilor săi, odată cu mandatul său de slujbaș. Mandatul lui Hodoș a fost reînnoit, dar pe viitor s-a folosit un sigiliu în care textul era în limba maghiară: ZARÁND MEGYE PECSÉTJE 1873 (în română SIGILIUL DISTRICTULUI ZARAND 1873).

## Aspecte confesionale
În secolul al XIII-lea confesiunile din Comitatul Zarand erau cea catolică și cea ortodoxă, credincioșii catolici aparținând de Episcopia de Oradea Mare, iar ortodocșii români de Mitropolia Ungrovlahiei.
La 28 iunie 1366 Ludovic I al Ungariei a dat Decretul de la Turda, prin care condiționa nobilitatea de apartenența la catolicism și deținerea unui certificat regal de donație a pământului. Acest ordin regal a legiferat prima discriminare globală și legală cunoscută la adresa românilor „schismatici” din Transilvania și a grupurilor lor sociale.
Începând cu secolul al XIII-lea, în Transilvania au fost colonizați sași. Împreună cu maghiarii și secuii formau trei națiuni, care la începutul secolului al XVI-lea erau toate catolice. Ideile Reformei au pătruns în Transilvania imediat după Bătălia de la Mohács (1526), însă între 1525–1545 Biserica Romano-Catolică a luat măsuri dure împotriva „independenților” catolici. Pentru a opri luptele între catolici și protestanți, în 1564 Dieta Transilvaniei a declarat religiile calvină („religia de la Cluj”) și luterană („religia de la Sibiu”) drept religii recepte (oficiale). Hotărârea Dietei a fost sancționată de Ioan Sigismund Zápolya prin Edictului de la Turda (1568). În 1572 Dieta a declarat receptă și religia unitariană, însă religiile ortodoxă și mozaică erau doar tolerate, având un statut inferior.
Otomanii au sprijinit protestantismul, pentru a slăbi puterea Bisericii Romano-Catolice și influența germană. Confesiunea ortodoxă a fost tolerată, ortodocșii din Zarand fiind supuși episcopiei de la Ineu (Ienopole). În 1643 Gheorghe Rákóczi I a înființat un seniorat (protopopiat) reformat la Vârfurile (Ciuci), subordonat intendentului maghiar, dar după retragerea otomanilor comitatul era stăpânit de austrieci, catolici, astfel că acțiunea de calvinizare a încetat.

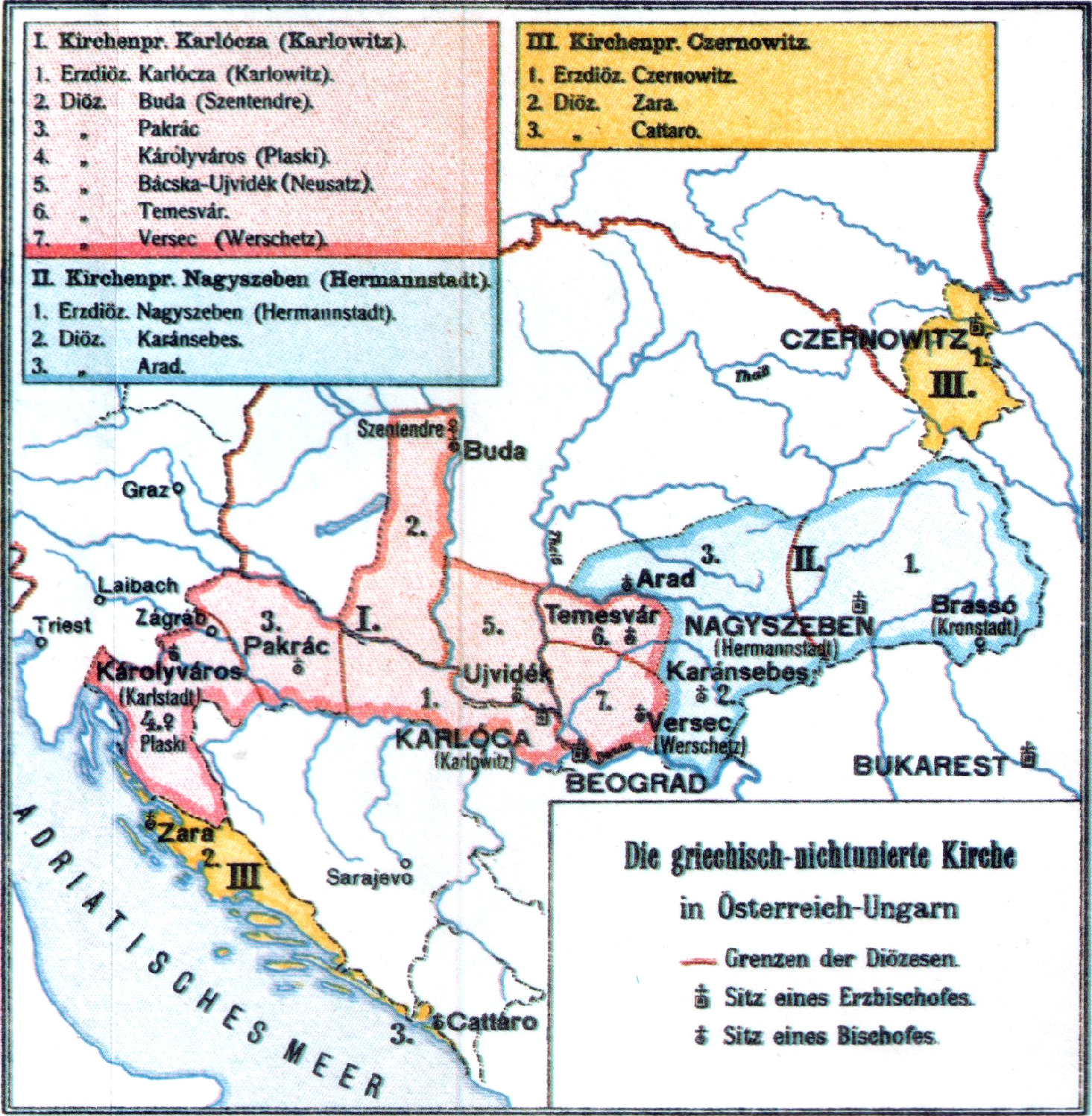
Limitele mitropoliilor ortodoxe în 1909. Cu albastru: Mitropolia Sibiului.

Pentru a crea o alternativă pentru ortodocși, la începutul secolului al XVIII-lea a fost creată Biserica Română Unită.
În 1761 s-a înființat Episcopia Sibiului, ortodoxă, care în 1864 s-a transformat în mitropolie, mitropolit fiind Andrei Șaguna. Ortodocșii din Comitatul Zarand aparțineau de această mitropolie.
La recensământul din 1846, dintre cei 53727 de locuitori ai Comitatului Zarand, 1210 erau catolici, 376 calviniști, 5 luterani, 6 unitarieni, 345 uniți, 51768 ortodocși și 17 mozaici.
La recensământul din 1869, dintre cei 63382 de locuitori, 1356 erau catolici, 398 calviniști, 22 luterani, 9 unitarieni, 759 uniți, 60639 ortodocși, 159 mozaici și 40 de alte confesiuni.

## Școlile
La recensământul din 1846, numărul de alfabetizați În școlile din Zarand în funcție de confesiune era: 355 de catolici, 195 de reformați, 3 unitarieni, 6 luterani, 44 de uniți, 459 de ortodocși, 8 evrei, în total 1070 de elevi.
În 1850 Ministerul Cultelor și Instrucțiunii din Viena a formulat „Principiile generale pentru reorganizarea învățământului din monarhie”. Problema școlarizării era considerată una comună a statului și a bisericii. Biserica avea în sarcină organizarea și desfășurarea învățământului, iar statul avea drept de supraveghere. Inspectorul școlar era protopopul, iar autoritatea supremă, episcopul. Se garanta tuturor învățământul primar, iar frecventarea sa era obligatorie de copiii de 6–12 ani. Durata sa era de 3 ani la sate și 4 la orașe. Finanțarea sa, inclusiv salariile învățătorilor, cădea în sarcina comunităților locale.
Școlile erau confesionale, cele ortodoxe sub patronajul Episcopiei Sibiului. La 24 aprilie 1852 Andrei Șaguna a adresat clerului său o scrisoare prin care a stabilit relațiile școlilor cu statul și cu Biserica Unită. Profitând de autonomia prevăzută în dispozițiile din 1850, Șaguna a stabilit că în școlile ortodoxe limba de predare va fi limba română. La 10 august 1854 Șaguna publică „Ordinațiunea arhierească pentru rândul cel bun în școalele noastre populare”, accentuând că sunt admise numai cărțile aprobate de scaunul episcopal și stabilind un plan de învățământ. După Compromisul austro-ungar din 1867 legea XXXVIII din 1868 a lui József Eötvös a reluat principiile de la 1850, dar se referea doar la învățământul primar. Biserica [greco]-ortodoxă s-a opus organizării învățământului pe baze laice (de stat), fapt care a frânat maghiarizarea forțată de către statul maghiar.

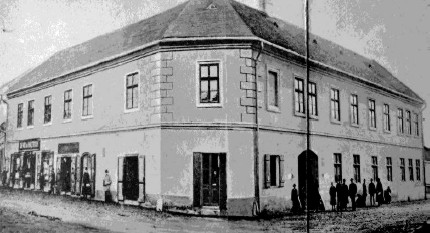
Vechea clădire a Gimnaziului din Brad, c. 1900

Primele școli românești au început să funcționeze în 1858 la Brad, Țebea, Rișculița, Juncu și Valea Bradului. Ele s-au realizat finanțate de populația locală, care în 1857 a renunțat la împrumutul de stat pentru înființarea de școli, înlocuindu-l cu sumele care i se cuveneau de la guvernul austriac ca urmare a împrumutului făcut în 1854. Prin aceleași resurse, ulterior s-au mai înființat și alte școli, astfel că într-un raport al lui Iosif Hodoș se preciza că dacă în 1861 funcționau 13 școli, în 1872 deja funcționau 64 de școli între care Gimnaziul din Brad, înființat în 1869.
În școlile confesionale populare materiile de studiu erau religie și morală, citire, scriere, socotit oral și scris, sistemul de măsuri și greutăți, limba maternă, elemente de fizică și științele naturii, geografie, istorie, introducere practică în agricultură (grădinărit), drepturile și îndatoririle cetățenești, caligrafie, desen și gimnastică (exerciții militare). Durata anului școlar era de 8 luni la sate și 9 luni la orașe, iar numărul de ore pe săptămână era între 18–24, din care în limba română erau efectuate 12 ore în clasa I, 10 ore în clasele a II-a și a III-a și 9 ore în clasa a VI-a. În 1872 în cele 61 de școli populare, 4 școli normale și gimnaziul din Brad învățau în total 2525 de elevi.